# Crassula depressa
Crassula depressa ((Eckl. & Zeyh.) Toelken, 1977) è una pianta succulenta appartenente alla famiglia delle Crassulaceae, endemica del Sudafrica. Precedentemente classificata come Grammanthes depressa (Eckl. & Zeyh., 1837), basionimo dell'attuale denominazione, è stata inserita nel genere Crassula solo nel 1977.
L'epiteto specifico depressa deriva dal latino depressio, depressione, con riferimento alla forma delle foglie, ripiegate verso il basso.

## Descrizione
C. depressa è una pianta annuale a portamento erbaceo formata da steli eretti e fittamente ramificati, che possono raggiungere i 5 centimetri d'altezza.
Le foglie glabre e carnose misurano tra i 4 e i 15 millimetri in lunghezza, per una larghezza di 2–5 mm. Hanno forma da oblanceolata ad ellittica, con delle estremità da acute ad ottuse, ed un profilo da appiattito a leggermente cimbiforme. Sono di colore generalmente verde.
Le infiorescenze a tirso presentano poche dicasia e si sviluppano in genere tra la primavera e l'inizio della stagione estiva, durante i mesi di settembre ed ottobre.
Il calice è composta da sepali carnosi lunghi circa 1,5 mm, dalla forma triangolare, apici ottusi e di colore verde. La corolla è invece di forma tubolare e presenta bianchi petali, con frequenti sfumature rosate, fusi tra loro alla base per i primi 1,5 mm. Questi hanno una lunghezza totale di 3–4 mm, forma oblungo-ellittica ed estremità da acute ad ottuse, con apici a volte eretti ed altre ricurvi. Gli stami portano delle antere di colore giallo.
I frutti sono dei follicoli contenti 14-16 semi, che vengono rilasciati attraverso dei fori apicali.

## Distribuzione e habitat
C. depressa è una specie endemica della provincia del Capo Occidentale, in Sudafrica, ed in particolare la si può trovare nella fascia costiera compresa tra l'insediamento di Bredasdorp e la città di Knysna.
È diffusa tra le dune costiere dell'ecoregione del fynbos, su suoli sabbiosi, in spazi aperti nella vegetazione caratteristica dell'area. Non è ben nota l'entità numerica di questa specie e, pur essendo secondo alcuni autori apparentemente comune, ne sono stati raccolti solo 4 campioni, tra i quali nessuno di recente. Questo fatto, oltre che l'avere come habitat una delle aree più a rischio del paese a causa della presenza di varie specie invasive e dell'urbanizzazione costiera, fa sì che attualmente non si conosca il reale livello di rischio per la sopravvivenza di questa specie.